# (37491) 1112 T-2
1112 T-2 (asteroide 37491) é um asteroide da cintura principal. Possui uma excentricidade de 0.17179500 e uma inclinação de 0.34124º.
Este asteroide foi descoberto no dia 29 de setembro de 1973 por Cornelis Johannes van Houten e Ingrid van Houten-Groeneveld e Tom Gehrels em Palomar.